# Dendrocincla fuliginosa
Dendrocincla fuliginosa é uma espécie de ave passeriforme da subfamília Dendrocolaptinae (Furnariidae) que ocorre em florestas tropicais úmidas desde a América Central até a América do Sul, abrangendo países como Honduras, Costa Rica, Panamá, Colômbia, Venezuela, Guiana, Suriname, Guiana Francesa, Bolívia, Peru, e o Brasil.

## Descrição morfológica
Espécie de porte médio, possuindo corpo alongado, cauda relativamente curta e bico reto e robusto, adaptado à busca de artrópodes em fendas de troncos. A plumagem é predominantemente marrom-acinzentada no dorso, com garganta e peito levemente mais claros, exibindo estriações finas e escuras no peito e manchas mais pálidas nas coberturas inferiores da cauda. Os vertebrados maduros apresentam íris de cor castanho-escura, bico escuro com leves bordas mais claras e patas acinzentadas a esbranquiçadas.

## Distribuição e habitat
D. fuliginosa habita florestas tropicais úmidas de terra firme, igapós e igarapés, tanto primárias como secundárias, preferindo estratos médios e superiores da copa, mas também sendo observada em debaixo da copa densa. Sua área de ocorrência inclui toda a bacia amazônica brasileira, alcançando a região do Maranhão nos blocos de Floresta Amazônica do Baixo Rio Tocantins. Também se estende pelo cinturão florestal atlântico até o Rio de Janeiro em algumas localidades isoladas, mas nenhum de seus subespécies ocorre exclusivamente no Maranhão, sendo a presença local parte da ampla distribuição amazônica.

## Biologia e ecologia
Alimentação: forrageia predominantemente no nível médio a alto da vegetação, deslocando-se verticalmente em troncos e galhos grossos em busca de invertebrados, especialmente formigas, besouros, aranhas e ocasionalmente lagartas. Frequenta bandos mistos de forrageio e segue formigueiros de correição, capturando presas que fogem desses insetos.
Reprodução: A fêmea constrói o ninho em cavidades de troncos ou bambus mortos, geralmente entre 03 e 15 metros de altura, utilizando gravetos finos e fibras vegetais. A postura consiste de 2 a 3 ovos esbranquiçados, e o período de incubação dura cerca de 18 a 20 dias; ambos os pais participam da alimentação dos filhotes.
Vocalização: Emite um canto característico em "série de notas rápidas e repetitivas" que persiste por vários segundos e funciona para manter territórios e pares durante a estação de reprodução.

## Estado de conservação
Classificada como Least Concern pela IUCN devido à vasta extensão de ocorrência e população estimada em mais de 5.000.000 de indivíduos maduros, embora haja declínio populacional devido à degradação e fragmentação de habitat em algumas localidades. A espécie não é alvo de caça ou comércio e ocorre em diversas áreas protegidas ao longo de sua distribuição, incluindo parques nacionais e reservas no estado do Pará, Amazonas e Maranhão.

## Taxonomia e etimologia
Descrevida originalmente como Dendrocolaptes fuliginosus por Louis Jean Pierre Vieillot em 1818, foi realocada posteriormente para o gênero Dendrocincla. O nome genérico Dendrocincla deriva do grego dendron (árvore) e kinkles (arranhão), referindo-se ao hábito de arranhar troncos em busca de alimento; o epíteto específico fuliginosa vem do latim fuligo (fuligem), em alusão à coloração parda escura da plumagem.

### Subespécies e sinônimos
Até o momento são reconhecidas onze subespécies de D. fuliginosa, com diferentes gradientes de tonalidade e distribuição geográfica:
- Dendrocincla fuliginosa fuliginosa (Vieillot, 1818) - subespécie nominal, registrada em Guianas e norte da Amazônia brasileira.
- Dendrocincla fuliginosa ridgwayi (Hellmayr & Conover, 1942) - encontrada na Colômbia e noroeste da Amazônia.
- Dendrocincla fuliginosa atrirostris (Sclater, 1854) - ocorrência em florestas do Mato Grosso e Rondônia.
- Demais subespécies: D. f. meridionalis, D. f. phaeochroa, D. f. pelzelni, D. f. neglecta, D. f. ridgwayi, D. f. spectabilis, D. f. pallidipectus, D. f. austera.